# 中华民国国会 (1913年—1925年)

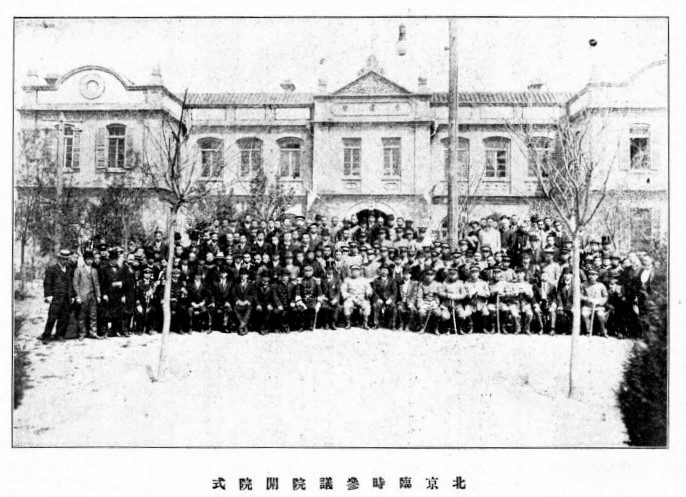
北京臨時參議院開會

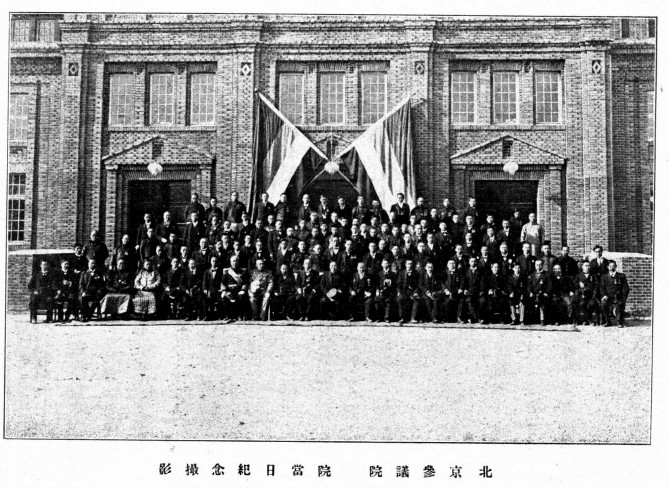
北京參議院開會紀念

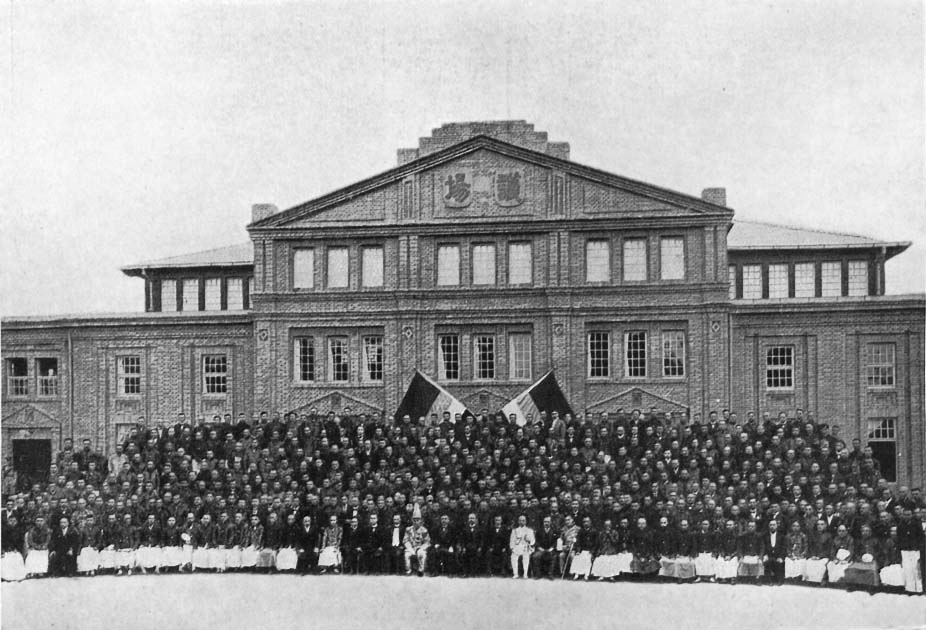
1916年8月1日重新召開的中華民國國會主要人員合影

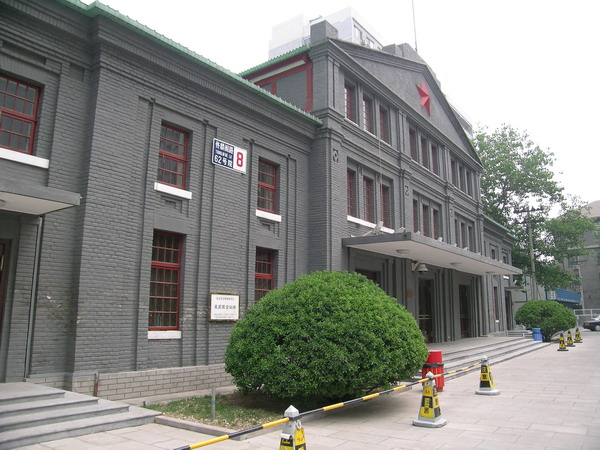
今北京西城區佟麟阁路的眾議院議場舊址

1913年4月8日至1925年4月24日間存在的中华民国国会，是指中華民國依據《中華民國臨時約法》于民國二年（1913年）4月8日正式于北京成立的立法機關，也被視為法統，由參議院與眾議院共同構成，主要依據《臨時約法》執行議會權力。此外，第一屆國會還負責起草憲法。由於政治原因，中華民國國會多次解散和重新召集。最終臨時執政段祺瑞于1925年4月24日聲明廢棄法統，宣告終止，為期13年的民國初年國會結束。

## 国会之前的临时机构

### 各省都督府代表联合会
武昌代表会议时期（1911年11月30日－1911年12月4日）
武昌起义后，11月9日黎元洪发出通电，呼吁各省革命军派代表集议武汉，讨论成立革命政府问题。但是由于当时处于战争状态，此电于11月15日方抵达上海。而在11月12日，沪督陈其美倡议，苏督程德全、浙督汤寿潜附和，三人联名通电，呼吁在上海召开会议，到11月15日为止，已经有7省代表抵达。代表一致认为上海比较安全，向武昌方面建议在上海召开会议。但是武昌方面坚持要在武昌开会。11月30日，共有11省代表齐集汉口，在英租界召开第一届“各省都督府代表联合会”，推湖南代表谭人凤为议长。12月3日会议通过《临时政府组织大纲》。4日会议接到攻克南京捷报，于是经投票决定转移到南京继续开会。
南京代表会议时期（1911年12月16日－1912年1月28日）
12月16日在南京继续召开各省都督府代表联合会，到会代表45人，共代表苏、浙、湘、鄂、川、滇、晋、陕、皖、赣、闽、粤、桂、奉、直、豫、鲁17省。会议推选浙江代表汤尔和为议长，广东代表王宠惠为副议长，福建代表潘训福为书记。12月29日会议选举孙中山为中华民国临时大总统。1912年1月1日孙中山在南京宣告中华民国成立，并宣誓就任中华民国临时大总统，1912年1月3日各省都督府代表联合会补选黎元洪为副总统。1月28日，临时参议院成立后，该议会废止。

### 第一次临时参议院（南京→北京）
临时参议院是在正式国会成立之前的临时議會机构。民国初年出现过两次临时参议院。
第一次是1912年1月28日在南京成立，到1913年第一届国会成立之前。林森为议长，王正廷为副议长。4月2日临时参议院议决临时政府迁至北京，4月4日议决该院迁至北京。4月29日在北京行开院典礼。5月1日，参议院改选议长，选吴景濂为议长，汤化龙为副议长。
第二次是1917年在粉碎张勋复辟之后，到1918年第二届国会（安福国会）正式成立之前。王揖唐为议长，那彦图为副议长。第二次临时参议院原本是研究系梁启超的主张，但是研究系临时参议院梁善濟競選議長失敗。

## 第一届国会（民元国会、老国会）

### 成立
民元国会，是中华民国成立后的第一届国会。1912年8月27日，临时大总统袁世凯颁布临时参议院制定的《中華民國國會組織法》、《參議院議員選舉法》和《衆議院議員選舉法》，并成立办事临时机构“筹备国会事务局”。根据《中华民国国会组织法》，国会分上下两院：参议院和众议院。
- 参议员，22行省，每省各10名；内外蒙古、西藏、青海，各设选举会，分别选出27名、10名、3名；另由中央学会选出8名；各地华侨选出6名。按法定名额，则参议员共有274人。仿照美国制度，六年一任，两年一选，以保持其新陈代谢。
- 众议员的名额，则依各地区人口多寡定之。每80万人口选众议员一人，然每省至少有众议员10人，人口不足800万的小省份亦照选。唯蒙古、西藏、青海则参众议员人数相等。22行省中以直隶（今河北）人口最多，有众议员46人。人口最少的省份如新疆、吉林、黑龙江，各选众议员10人。其他各省多寡不等。任期三年为一届，三年一选。选举分初选和复选，条例滋多，不俱载。按法定名额，全国共有众议员596人。
- 参、众两院合计共有议员840人。

1912年12月初至1913年3月，全国各地根据选举法选出参众两院国会议员。登记选民共四千万以上，占全国人口9.98%。选出的议员，主要包括政治活动家、自由职业者、原清朝官吏等；其中，国民党籍议员约占45%左右，是国会第一大党。
1913年4月8日，中华民国第一届国会在北京正式召开，地點在原财政学堂。议员们首先公推议员中年事最高的云南参议员杨琼为临时主席，此后数月内依法进行议会议长选举以及中华民国大总统选举。國會全院委員長林森、参议院议长张继、副议长王正廷，众议院议长汤化龙，副议长陈国祥。9月11日，通过熊希龄内阁名单。10月6日，两院选举袁世凯为中华民国第一届正式大总统。10月7日，选举黎元洪为副总统。10月10日，袁世凯正式宣誓就任正式大总统。11月4日，袁世凯以赣省内乱制造者李烈钧与国民党本部及国民党国会议员有密电来往勾结之实为由，下令解散国民党，又取消国民党籍及其他与国民党有关连的国会议员资格，导致国会由于人数不足无法运作而休会，袁世凯另行召集“政治会议”和“约法会议”，取代国会。1914年1月10日，袁世凯正式解散国会。2月28日，袁世凯進一步下令解散各省议会。5月，根据《中华民国约法》，袁世凯成立参政院，行使立法职能。

### 國會第一次复会
1916年6月袁世凯死后，6月29日继任的总统黎元洪申令恢复中華民國臨時约法和恢复国会。8月1日，国会在北京重行开幕。黎元洪宣誓就任总统。冯国璋被选举为副总统。参议院议长王家襄，副议长王正廷，众议院议长汤化龙，副议长陈国祥。

### 第二次临时参议院
1917年5月發生府院之争，总理段祺瑞被黎元洪解职，众议院议长汤化龙也跟随辞职，吴景濂继任众议院议长。6月黎元洪邀请督军团首领张勋进京调解，张勋卻逼迫黎元洪于6月13日解散国会。数日后张勋复辟满清帝制并失败，但段祺瑞主張“再造共和”，拒绝恢复国会，重新建立“临时参议院”，另行于1918年8月选举“安福国会”。
1917年7月，吴景濂、王正廷等响应孙中山护法号召，率领130多名议员南下广州。8月25日，在广州召开召开“国会非常会议”，选吴景濂为议长、褚辅成为副议长。9月1日，选举孙中山为大元帅，唐继尧、陆荣廷为元帅，开始了护法战争。1918年4月10日通过《中华民国军政府组织大纲修正案》，该大元帅被七总裁代替，迫使孙中山辞去大元帅，离开广州赴上海。
1920年11月，孙中山回到陈炯明控制下的广州。1921年4月，部分国会议员在广州再次召开国会非常会议（议长林森，副议长王正廷），选举孙中山为非常大总统。1922年6月陈炯明驱逐孙中山。大部分议员也离开广州赴天津、北京。

### 國會第二次复会
1922年4月爆发第一次直奉战争，直系曹锟吴佩孚控制北京中央政府，提出“恢复法统”，于8月1日重新恢复老国会，参议院议长王家襄，副議長王正廷，众议院议长吴景濂，副議長張伯烈，并于1923年10月5日由老国会选举曹锟为大总统。
1924年9月15日爆发第二次直奉战争，10月23日冯玉祥发动北京政变。11月30日，段祺瑞临时执政内阁司法部长章士釗令法庭檢舉賄選案。12月13日北京臨時政府取消曹錕憲法，消滅國會機關。1925年4月24日，段祺瑞正式下達取消法統命令、同時宣告臨時約法失效。民国第一届国会终于消失。

### 上海国会非常会议
1923年6月曹锟制造政变，非法驱赶大总统黎元洪，200多名国会议员抗议曹锟政变，南下上海，在上海召开国会非常会议，因人数不足法定数额，最后失败。

### 北京国会非常会议
1924年11月22日，反對曹锟賄選的279名國會議員在北京成立國會非常會議。1925年2月25日，國會非常會議議員開會，主由該會起草國民會議組織法。3月19日國會非常會議第三次宣言，主張依據臨時約法解決國是，反對國民會議。
1925年4月24日段祺瑞宣布取消法统令，4月26日非常國會議員擬在北京集議，反對取消法統，被北京警察驅散。

## 第二届国会（民七国会、安福国会、新国会）
安福国会是中华民国第二届国会（1918年8月12日－1920年8月），也称新国会，因其选举过程被“安福俱乐部”所控制，故称为“安福国会”。安福俱乐部因设在北京安福胡同，所以叫“安福俱乐部”；其成员也被称为安福系，相当于一个政党。
1920年7月爆发直皖战争，直系联合奉系取胜之后控制北京，段祺瑞辞职。8月，大总统徐世昌无奈宣布解散安福国会，并进行第三届国会的选举。

## 第三届国会（新新国会）
1920年8月安福国会解散之后，大总统徐世昌于10月30日宣布，根据1912年颁布的《中华民国国会组织法》开展新一届国会的选举。1921年夏开始选举，参加选举的地区只有江蘇、安徽、山東、山西、甘肅、奉天、吉林、黑龍江、新疆、蒙古、青海、西藏十二省區。该届国会议员选举获得奉系张作霖的支持。而北京所处的直隶地区，因直系军阀反對，沒有辦成。各省选出的议员，也始终未能集会，因此本届国会流产。

## 北洋政府時期歷任國會議長
| 職務       | 肖像 | 姓名   | 任職期間      | 任職期間       | 副議長 |
| 職務       | 肖像 | 姓名   | 到任時間      | 卸任時間       | 副議長 |
| ---------- | ---- | ------ | ------------- | -------------- | ------ |
| 參議院議長 |      | 張繼   | 1913年4月8日  | 1913年         | 王正廷 |
| 參議院議長 |      | 王家襄 | 1913年        | 1914年1月10日  | 王正廷 |
| 參議院議長 |      | 王家襄 | 1916年8月1日  | 1917年6月12日  | 王正廷 |
| 參議院議長 |      | 梁士詒 | 1918年8月12日 | 1918年         | 朱啟鈐 |
| 參議院議長 |      | 李盛鐸 | 1918年        | 1922年8月1日   | 田應璜 |
| 參議院議長 |      | 王家襄 | 1922年8月1日  | 1924年12月13日 | 王正廷 |

| 職務       | 肖像 | 姓名   | 任職期間      | 任職期間       | 副議長 |
| 職務       | 肖像 | 姓名   | 到任時間      | 卸任時間       | 副議長 |
| ---------- | ---- | ------ | ------------- | -------------- | ------ |
| 眾議院議長 |      | 湯化龍 | 1913年4月8日  | 1914年1月10日  | 陳國祥 |
| 眾議院議長 |      | 湯化龍 | 1916年8月1日  | 1917年         | 陳國祥 |
| 眾議院議長 |      | 吳景濂 | 1917年        | 1917年6月12日  | 陳國祥 |
| 眾議院議長 |      | 王揖唐 | 1918年8月12日 | 1920年8月30日  | 劉恩格 |
| 眾議院議長 |      | 吳景濂 | 1922年8月1日  | 1924年12月13日 | 張伯烈 |

### 引用
1. ↑  《中华民国历届国民代表姓名錄[永久]》
2. ↑  . 盛京時報 (奉天). 1913-11-12.